# Haus des Waldes
Haus des Waldes (mit Walderlebniszentrum, Waldakademie und Waldmuseum) ist eine waldpädagogische Einrichtung, die in Deutschland im Zusammenhang mit der Schutzgemeinschaft Deutscher Wald etabliert wurde. Als regionale oder landesweite Waldpädagogik-Zentren auf der Grundlage einer umfassenden Ausstattung mit Gebäuden, Arbeitsmitteln und Arbeitsgegenständen in führen sie in Kooperation mit Partnern vielseitige Walderlebens-Angebote durch. Häufig steht sie in Koordinierung, Vernetzung und Weiterentwicklung der Waldpädagogik auf regionaler oder landesweiter Ebene.
Bekannte Häuser des Waldes in Deutschland befinden sich in:
- Berlin (Waldmuseum Berlin)
- Stuttgart (Baden-Württemberg)
- Freiburg (Baden-Württemberg), „WaldHaus“
- Gramschatzer Wald (nordöstlich von Würzburg, Bayern)
- Haldensleben (Sachsen-Anhalt)
- Gräbendorf (Land Brandenburg), hier Haus des Waldes Heidesee (Gräbendorf)
- Bremervörde (Niedersachsen)
- Köln (Nordrhein-Westfalen)

- Im Wildwald Voßwinkel gibt es die Waldakademie Voßwinkel mit jährlich über 1.000 Veranstaltungen und mehr als 20.000 Teilnehmern.